# Файет (окръг, Айова)
Окръг Файет (на английски: Fayette County) е окръг в щата Айова, Съединени американски щати. Площта му е 1893 km², а населението - 22 008 души (2000). Административен център е град Западен Юниън.